# Gorszecznoje
Gorszecznoje (ros. Горшечное) – osiedle typu miejskiego w Rosji, w obwodzie kurskim. Centrum administracyjne rejonu gorszeczeńskiego. W 2021 roku liczyło 5106 mieszkańców.

## Geografia
Gorszecznoje znajduje się w zachodniej Rosji, w południowo-wschodniej części obwodu kurskiego, w centrum rejonu gorszeczeńskiego. Na północ od osiedla przebiega droga R298.